# Ficus katendei
Ficus katendei là một loài thực vật có hoa trong họ Moraceae. Loài này được Verdc. mô tả khoa học đầu tiên năm 1998.